# Gospel Music Association

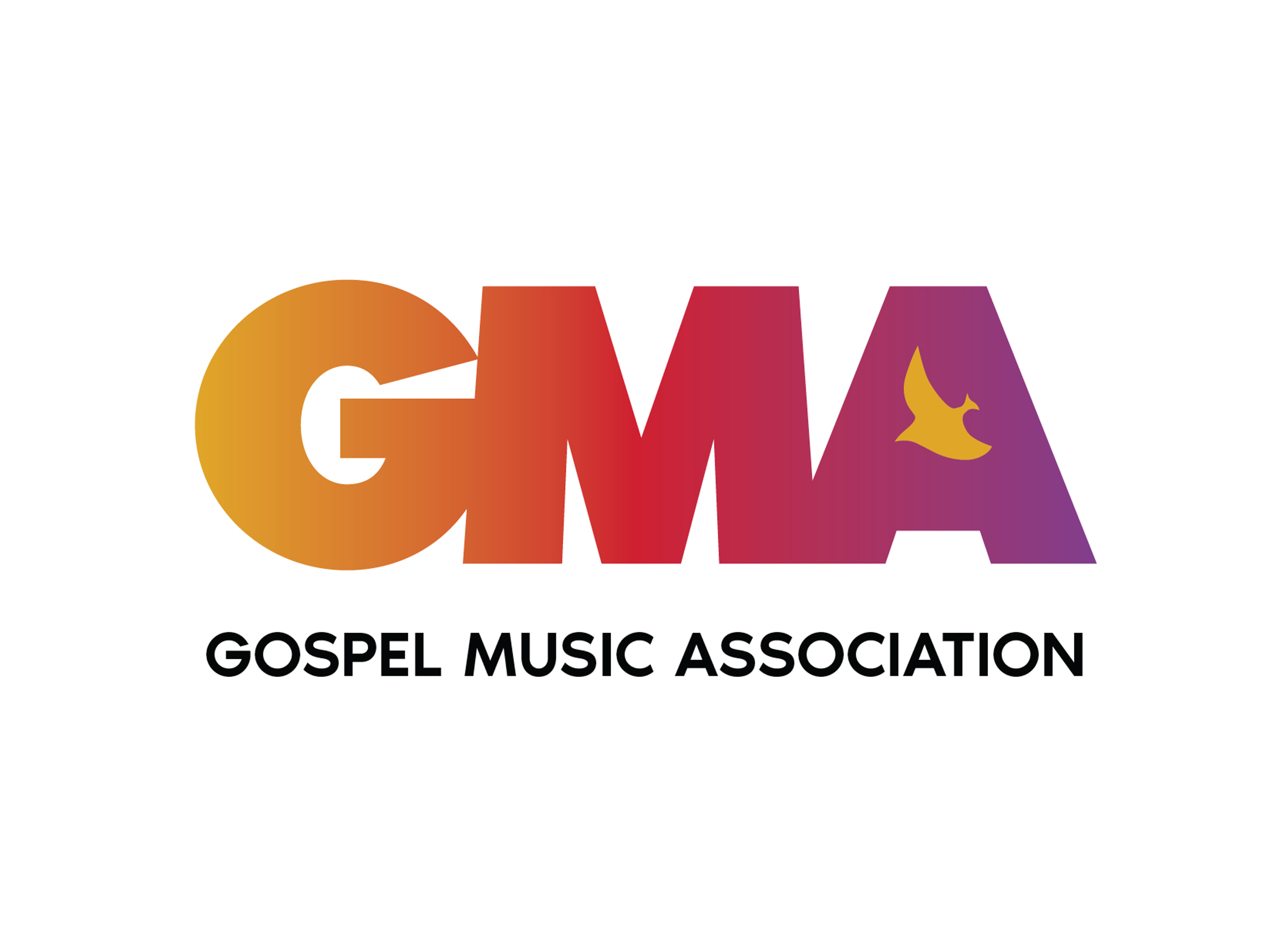

La Gospel Music Association (indicata anche come GMA) è un'associazione musicale statunitense fondata nel 1964 con lo scopo di sostenere e promuovere lo sviluppo della musica gospel. La GMA fornisce una rete di artisti, negozi, addetti ai lavori, organizzatori di concerti e chiese che possono coordinare i loro sforzi al fine di dare lustro al settore dell'industria della musica sacra.
Nel 1971 la GMA ha creato la Gospel Hall of Fame. Inoltre assegna i GMA Dove Award.